# Le Scorpion masqué
Le Scorpion masqué est une maison d'édition de jeux de société basé à Montréal, au Québec (Canada) et appartenant à Hachette Boardgames, filiale d'Hachette Livre. Elle a été fondée et dirigée par Christian Lemay, professeur de littérature et poète. Le Scorpion masqué publie essentiellement des jeux d'ambiance simples d'accès.
Les jeux sont distribués au Québec et au Canada par Randolph. Blackrock Games distribue les jeux en France et Asmodée Benelux en Belgique.

## Jeux édités
- 2006 : J'te gage que... (I Betcha), , Christian Lemay
- 2008 : Grimpe ! (Climb!), de Benoit Michaud
- 2008 : Où étiez-vous ?, de Pascal Roussel et Christian Lemay
- 2009 : Miss poutine, d'Olivier Lamontagne
- 2009 : J'te gage que... 2, de Christian Lemay
- 2009 : La chasse aux monstres, d'Antoine Bauza
- 2010 : Super Comics, de Roberto Fraga et Christian Lemay
- 2011 : Traffic, d'Annick Lobet
- 2011 : Kairn, de Daniel Quodbach (en coédition avec BlackRock Éditions)
- 2011 : Québec, de Pierre Poissant-Marquis et Philippe Beaudoin
- 2011 : Switch, en coédition avec Cocktailgames (version québécoise de Contrario, un jeu français)
- 2012 : La course des étoiles, de Andreas Pelikan
- 2012 : C'est pas faux!, de Bruno Cathala et Ludovic Maublanc
- 2014 : Vendredi 13, de Reiner Knizia
- 2014 : Tu dors au gaz / Qui dort dîne, de Mélanie Mecteau
- 2014 : Le monde est fou, de Chris James
- 2014 : À la bouffe, de Roberto Fraga
- 2015 : Qui paire gagne, de Stephen Glenn
- 2016 : Maudite momie, de Christian Lemay
- 2016 : Les Recettes Pompettes, inspiré de l'émission télévisée du même nom
- 2017 : Mot pour mot, Jack Degnan
- 2017 : La légende du Wendigo, de Christian Lemay
- 2017 : MonstruYeux, de Sébastien Decad
- 2017 : Decrypto, de Thomas Dagenais-Lespérance
- 2018 : Zombie Kidz Evolution d'Annick Lobet
- 2019 : Stay Cool de Julien Sentis
- 2019 : L'agent Jean! d'Olivier Cipière
- 2019 : Flash 8 de Joan Dufour
- 2020 : Mia London et l'affaire des 625 fripouilles de Corentin Lebrat et Antoine Bauza
- 2020 : Master Word de Gérald Cattiaux
- 2020 : Zombie Teenz Evolution d'Annick Lobet
- 2021 : Olé Guacamolé de Guillaume Sandance
- 2022 : Turing Machine de Yoann Levet et Fabien Gridel
- 2022 : Flashback Zombie Kidz de Marc-Antoine Doyon et Baptiste Derrez
- 2022 : Zéro à 100 d'Antonin Boccara
- 2023 : Zéro à 1000 d'Antonin Boccara
- 2023 : Turbo Kidz d'Emmanuel Gauvain
- 2023 : Sky Team de Luc Rémond
- 2024 : NOW! de Silvano Sorrentino
- 2024 : Flashback : Lucy de Marc-Antoine Doyon, Baptiste Derrez et Gabriel Durnerin

## Récompenses et nominations
- 2019 : Zombie Kidz Evolution, nommé à l'As d'or Jeu de l'année Enfant 2019
- 2023 : Flashback : Zombie Kidz , vainqueur de l'As d'or Jeu de l'année Enfant 2023[4]
- 2024 : Sky Team, vainqueur du Spiel des Jahres 2024[5]

## Traductions et adaptations
Certains jeux du Scorpion masqué ont été traduits dans d'autres langues ou adaptés pour différents marchés.
- J'te gage que... a été adapté en Europe francophone par Cocktailgames sous le nom de Bluff Party.
- Où étiez-vous? a été adapté en Europe francophone par Ferti et Le Scorpion masqué sous le nom de À l'heure du crime... Où étiez-vous?.
- J'te gage que..., Où étiez-vous ? et Miss Poutine ont été adaptés en Allemagne par Heidelberger Spieleverlag sous les noms respectifs de Erwischt, Das Perfekte Alibi et Poutine Cuisine.